# 軒轅劍陸 鳳凌長空千載雲
《軒轅劍陸 鳳凌長空千載雲》是大宇資訊旗下經典單機角色扮演遊戲《軒轅劍》系列的第十一款作品。
2011年末，開始有《軒轅劍陸》的訊息傳出稱已經開始前期開發工作。2012年1月4日，蔡明宏在微博上稱時代背景為商周，遊戲採用Unity3D引擎製作，全面回归水墨風格。
《軒轅劍陸》在由蔡明宏領銜，DOMO小組開發製作，預定於2013年於中國大陸、台灣兩地同步發行。大陸的代理是畅游公司。
軒陸拋棄了雲之遙必須全程連線至互聯網才可進行遊戲的模式，採用了最新一代的加密技術，玩家進入遊戲不需強制互聯網認證，真正回歸單機本源。

## 故事情节

### 主線劇情
主角為奄國(商朝最大方國)大夫之子，從小受到父親教導要保存諸夏文化為己任，對此身為一個商人，感到無比自豪。
相傳在牧野之戰時，天空出現了神祕的黑色巨龍，大肆地殘殺商軍，然而商朝守護神─鳳靈卻非遲遲不見蹤影，主角奉命去找尋此事的幕後原因，
在路程中，相遇了身毒異國人、周朝王姬、古蜀國少女，以及宣稱與主角有深厚60年姻緣的神秘金髮女子...。

### 天外之章【DLC-濁山鑄篇】
於2013年11月7日免費釋出。此外，本章節亦於2014年1月16日以免費試玩版的形式獨立釋出，供玩家免費體驗本作。
故事開端承接鳳天凌一行人埋葬濁山鑄一幕，在妹妹蓉霜不捨離去後，本應該長眠在塵土之下的濁山鑄，此時竟然發生詭異的變化。

## 游戏背景
公元前1046年，來自西方的周武王，趁商紂正派大軍攻打東南方淮夷之時，
率領西方各國諸侯，會師於孟津，閃電襲擊了正無防備的商之首都─朝歌。
商敗，紂王逃回朝歌，登上鹿台，自燔於火而死。史稱之為牧野之戰。
似乎商朝到此滅亡，邁入周朝時代，然而始終仍有緊張氣氛瀰漫於商、周兩族之間，關於東方與西岐之戰，正悄然發生中...

## 人物

### 主要角色
| 姓名   | 配音員            | 角色詩                                                              | 敘述 | 兵器   | 天賦 | 屬性 |
| 鳳天凌 | 阿杰 朱雀橙(幼年) | 鳳靈佑兮耀英傑， 踏歌行兮度蒼茫。 攬長劍兮凌長空， 震九霄兮叩天門。 | 商朝奄國大夫鳳千平之子。擁有特殊符鬼─琥珀。經常路見不平，拔刀相助，由於生長環境關係，十分瞧不起周國人，認為周國文化遠不如商國，與其他商國之民所期盼相同，希望有一天，商國能重回天下共主。                                              | 青銅劍 | 鬼眼 | 火   |
| 瑚月   | 季冠霖 山新(幼年) | 列群芳而不群兮， 若瓊苞以敷雪。 橫玉笛欲寄意兮， 盼惜取而相依。     | 留者一頭金髮，身分不明，據說有上古之某一族有關。不知道為什麼，對鳳天凌情有獨鍾。 | 篪     | 雲身 | 水   |
| 姬亭   | 劉校妤            | 帝子降若晨星兮， 顏如華而清絕。 執長弓兮之援轡， 馳四海而暢懷。     | 周朝周武王之女，周成王之同母姐姐，史稱「太姬」，因聯姻關係，想到東方去見未來的夫君姜契（姜子牙之孫），在旅途中，巧遇到鳳天凌一行人。                                                                                                   | 長弓   | 貫鵠 | 岩   |
| 迦蘭多 | 李世揚            | 騰雄姿兮氣蓋世， 力摧山兮智若神， 別恒川兮珠峰遠， 臨中土兮踏雪輕。 | 身毒國皇室後裔，孤身一人離開故土來到中原大地尋覓失蹤親人的下落，他所使用的功法“脈輪”之術能夠將人體與天地間的能量凝聚在一起並轉化為強大的攻擊力，使得他在踏上中原的那一刻起，便被各方勢力所注目，也不可避免地被捲入商周之間的征戰中來。 | 脉轮   | 解封 | 雷   |
| 蓉霜   | 詹雅菁            | 鑄戰甲兮裹柔荑， 懷承旨兮宗師意。 履神州兮情猶怯， 念功成兮載願歸。 | 「戰甲」一脈常年隱居於深山之中，蓉霜與她的師門也幸運躲過了導致古蜀國滅亡的可怕災禍，並將戰甲之術完整的保存了下來。根據戰甲宗師的意願，蓉霜和她的師兄弟們一起被派遣到中原，共同執行一艱鉅之任務。                                       | 戰甲   | 碎岩 | 瘟   |

### 其他角色
| 姓名   | 配音員 | 角色詩                                                              | 敘述 | 兵器     |
| 姜子牙 | 白涛   | 共玄鳥之苗裔兮， 陳垂鉤於渭濱。 促皇輿之賓服兮， 搏九州而正綱。     | 本名姜尚，乃東海之濱、東夷族人。雖長於兵法，但在人才濟濟的商朝中並不受重用。半生不遇的他最終投靠了西方異族——周人，以自己用兵謀略方面的天才，輔佐勇敢善戰卻拙於兵法策略之周族西戎戰士。周文王、武王父子均對他十分倚重，並尊之為「尚父」。 |          |
| 濁山鑄 | 黃天佑 | 被戰甲兮蓄豪情， 心既勇兮身以武。 覓玄火兮躊躇志， 載願歸兮耀蜀光。 | 古蜀文明「戰甲」一脈的傳人。蓉霜之哥哥，在DLC【天外之章】為可控角色。 | 戰甲拳套 |
| 白王   | 嚴明   | 倚軒轅兮尋王道， 訪山河兮踏五嶽， 若游雲兮任自在， 臨四海兮放歌行。 | 一位行蹤飄忽、來歷不明之神秘人物，一身白髮白衣，風度翩翩，瀟灑飄逸。他以劍氣作為武器，可自由駕馭劍氣飛行。其劍氣之中，帶有獨特之紋路，據說與傳說中的上古神器有著極深之淵源。                                                             | 劍氣     |
| 子囂   | 郭政建 | 與日月兮齊光， 鳳靈兮佑護。 覽冀州兮既降， 橫四海兮焉窮。           | 朝歌有名的大劍士。 |          |
| 姬旦   | 商虹   | 臨飄搖兮代天子， 踐東宮兮臨烽煙。 思振綱兮制禮法， 傳百世兮以德揚   | 史稱周公，為姬亭的叔叔，周武王的弟弟。武王過世後，輔佐幼主。然而得知姬亭擅自出宮，且前往還未收入版圖的東方諸國，對此感到十分憂心。 |          |
| 姬克   | 邊江   |                                                                     | 周朝將領，曾在牧野之戰立下大功，行為低調。 |          |

### 符鬼
| 姓名 | 配音員 | 敘述 |
| 琥珀 | 桃寶   | 屬於山林鬼神一族，全身雪白，眼睛碧藍，一對長而尖細的耳朵，長著一簇蓬鬆的大尾巴。一般人看不到它們，只有擁有特殊能力的人才能看得見。 |

## 游戏系统

### 画面
| 項目     | 說明                                                                                   |
| 人物肖像 | 遊戲中2D人物肖像由寸身言與阿龍兩位畫師提供兩種不同版本，可供玩家選擇不同風格的人物肖像 |

### 戰鬥
| 項目 | 說明 |
| 奧義 | 奧義分成四大類，每一類的奧義可以連結一次，組合出不同組合。                                                                                   |
| 合擊 | 結合兩角色之本身屬性，給予雙重屬性的奇術攻擊。                                                                                               |
| 連擊 | 普通攻擊有三段可以選擇，其特色可以累積破綻值，當累積一定的破綻值時，可以讓對手的防禦力大幅降低。                                             |
| 奇術 | 本次奇術設計跟過去系列作不同，攻擊屬性若跟怪物屬性相同，傷害是大幅降低，而不是補血。奇術學習分為累積戰鬥獎勵一定後解鎖及在特殊劇情中學習到。 |

### 系統
| 系統         | 說明 |
| 脈輪系統     | 脈輪來自於古印度的七輪，每個主角都有各自獨立的脈輪系統，玩家可以自由控制每個脈輪的開合和封閉，而脈輪之間並非是獨立，需有效地運用脈輪間的搭配，讓角色和脈輪修練更上層樓。 |
| 兵工譜       | 可以觀看武器、防具及道具等各個角度 |
| 自然元素體系 | 遊戲屬性分為六大屬性，分別為雷、岩、水、火、瘟、邪。彼此之間不相生，也不相剋，只採取抗性為依據。                                                                         |
| 壺中世界系統 | 提供煉妖、冶金、嫁術、聚合、鬼神之塔及開啟隱藏支線、隱藏迷宮等七大功能。                                                                                                 |
| 時間系統     | 場景與遊戲開始介面提供即時光影變幻的功能，會因現在的時間展現出不同面貌。                                                                                                 |
| 交易系統     | 提供以物易物及VIP等交易功能。 |
| 千兵系統     | 于《天外之章DLC：濁山鑄篇》中出現，黑火門獨有，可改變本身體質並增強戰甲師各種能力。                                                                                      |
| 天書系統     | 于《天外之章DLC：濁山鑄篇》中出現，包含本傳壺中世界系統中除鬼神之塔及開啟隱藏支線、隱藏迷宮這幾項功能外的其他全部功能。                                                  |

## 遊戲主題歌曲
片頭曲「鳳凌長空」
作詞：方宁 / 作曲：吴欣叡 / 编曲：陈飞午 / 歌曲製作：靳鐵章 / 歌：曾威豪
片尾曲「千年醉」
作詞：小望 / 作曲：曾志豪 / 编曲：陈飞午 / 歌曲製作：靳鐵章 / 歌：廖羽

## 销售
- 2013年6月24日，台灣與中國同步預購，台灣為平裝與精裝兩版[28]，中國除標準版和豪華版外，還同步推出數位版。[29]
- 2013年8月9日繁體版、簡體版同步發售。
- 上市第一周中國版銷售量，突破歷代最高30萬套(不包含台版)。[30]
- 2017年9月11日，暢遊發佈公告稱，因代理合約到期，由暢遊代理發售的簡體版《軒轅劍陸》將於9月30日中午12時起停止營運。屆時已啟動的遊戲不受影響，但未啟動的遊戲將不能再啟動。9月29日，官方宣佈，簡體版《軒轅劍陸》激活服務將由大宇資訊承接，並針對簡體版製作了版本號為2.02的遊戲更新。更新版本後，原暢遊版啟動碼仍可正常使用。